# Ninju
Ninju (仁寿?) fue una era japonesa (年号, 'nengō'?) posterior a la Kashō y anterior a la Saikō. Tiene lugar entre los años 851 y 854, siendo el emperador gobernante Montoku-tennō (文徳天皇?). 

## Cambio de era
- 5 de febrero de 851 Ninju gannen (仁寿元年?): Se creó una nueva era para marcar una serie de eventos. La era anterior terminó y la nueva comenzó en Kashō 4, el 28° día del cuarto mes de 851.[2]

## Eventos de la eraNinju
- 853 (Ninju 3, 2° mes): El emperador visitó la casa del udaijin Fujiwara Yoshifusa, abuelo de su heredero designado.[3]
- 853 (Ninju 3, 5th month): El santuario Asama en la provincia de Suruga se decora al estilo myōjin, y se añade a la lista de templos y santuarios nacionales.[4]